# 尾越辰雄

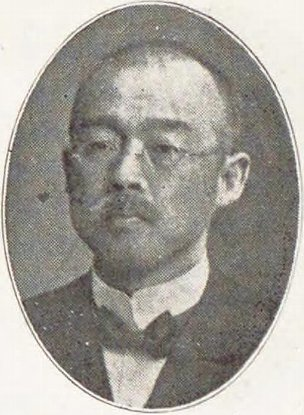
尾越辰雄

尾越 辰雄（おごせ たつお、慶応4年4月14日（1868年5月6日） - 大正12年（1923年）9月21日）は、日本の衆議院議員（立憲同志会→憲政会）。弁護士。

## 経歴
肥後国宇土郡宇土に宇土藩士武藤三兵衛の三男に生まれ、尾越可俊の養子となった。1893年（明治26年）、獨逸協会学校専修科（現在の獨協大学）を卒業し、熊本市で弁護士を開業した。1898年（明治31年）よりドイツのライプツィヒに留学し、1901年（明治34年）に博士号を得た。帰国後は破産管財人、熊本市会議員、同参事会員などを務めた。1906年（明治39年）からは東京市に事務所を開いた。
1915年（大正4年）、第12回衆議院議員総選挙に出馬し、当選。1919年（大正8年）の補欠選挙で再選された。